# Nemognathomimus breviceps
Nemognathomimus breviceps là một loài bọ cánh cứng trong họ Cerambycidae.